# Ernst Hildebrand (Maler)

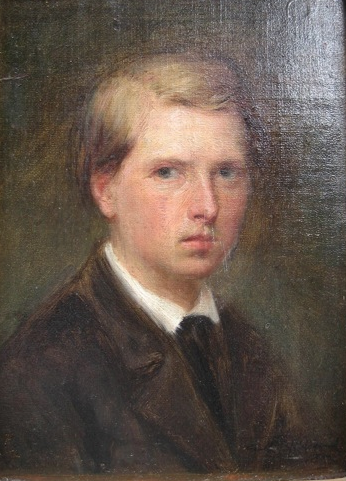
Ernst Wilhelm Hildebrand (1855)

Ernst Wilhelm Hildebrand (* 8. März 1833 in Falkenberg; † 17. November 1924 in Berlin) war ein deutscher Historien- und Porträtmaler.

## Leben
Hildebrand war der älteste Sohn des Falkenberger Rittergutsbesitzers und späteren Sorauer Stationsvorstehers Carl Hildebrand und dessen Ehefrau Emma, geborene Lemm. Er war Schüler von Carl Steffeck in Berlin, wo er, abgesehen von einem einjährigen Aufenthalt in Paris, auch nachher tätig war. Am 10. November 1875 wurde er an die Kunstschule zu Karlsruhe berufen und dort am 10. Oktober 1876 zum Professor für Figurenmalerei ernannt. Er wurde Lehrer für den Bereich Genre-, Historien- und Porträtmalerei. Unter seinen dortigen Schülern waren u. a. Carl Röchling, Friedrich Kallmorgen und Pedro Weingärtner. Auf Vorschlag von Anton von Werner wurde Hildebrand 1880 zum Nachfolger Carl Gussows an die Kunstakademie in Berlin berufen. Seine Lehrtätigkeit in Berlin gab er jedoch 1885 aus gesundheitlichen Gründen auf. Er verblieb aber der Akademie fortwährend als Mitglied verbunden und wurde wiederholt zum Senator gewählt.
Anfangs widmete sich Hildebrand ausschließlich der dekorativen Malerei, wandte sich dann aber der Genre- und Historienmalerei zu, die sich hauptsächlich mit den Gestalten Luthers und der Königin Louise beschäftigte. In den neunziger Jahren legte er das Schwergewicht auf die Porträtmalerei. Seine Bilder zeichnen sich in diesen Jahren dem Zeitgeschmack entsprechend durch effektvolles Kolorit aus, gleiten aber zum Teil in eine routinierte Salonkunst ab.
Hildebrand war auch für die Hofkreise tätig und malte unter anderen den Großherzog und die Großherzogin von Baden sowie den deutschen Kronprinzen Friedrich III. und seine Familie. Mit einer Tullia, welche ihr Gespann über den Leichnam ihres Vaters treibt, wagte er 1886 einen weiteren Versuch auf dem Gebiet der Historienmalerei. Neben Bildern zu literarischen Werken, etwa einer Darstellung Gretchens im Kerker, schuf er außerdem Porträts von Professoren seiner Zeit, etwa ein Bildnis des Astronomen Arthur Auwers. Sein Porträt von Karl August Möbius aus dem Jahr 1895 befindet sich im Besitz der Humboldt-Universität in Berlin.
Ernst Hildebrands Bruder Max (1839–1910) war ein Präzisionsmechaniker und Fabrikant optischer Geräte. Sein Sohn war der spätere Konteradmiral der Reichsmarine Walter.

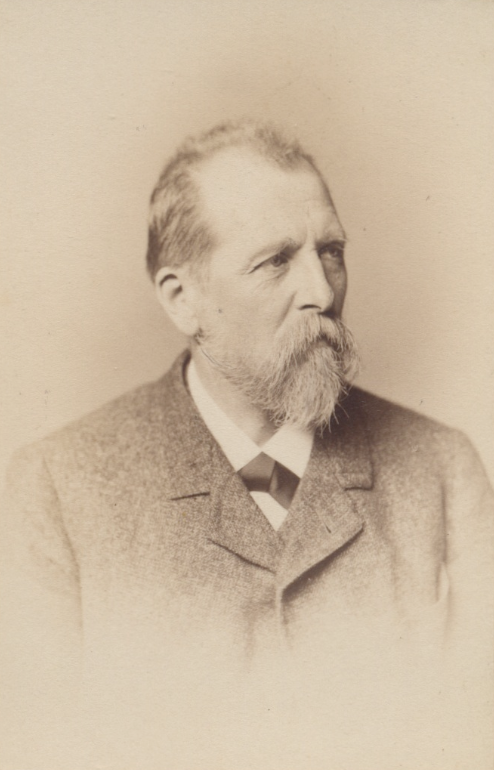
Ernst Wilhelm Hildebrand im Alter von 54 Jahren (1887)
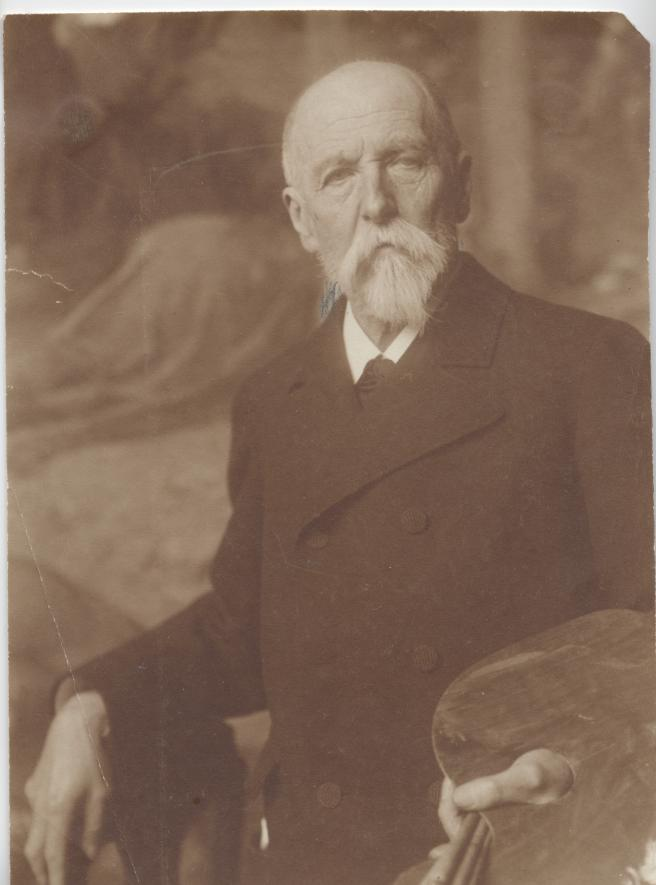
Der 80-jährige Hildebrand im Atelier vor seinem letzten großen Gemälde Die Kreuzigung Christi (1913)
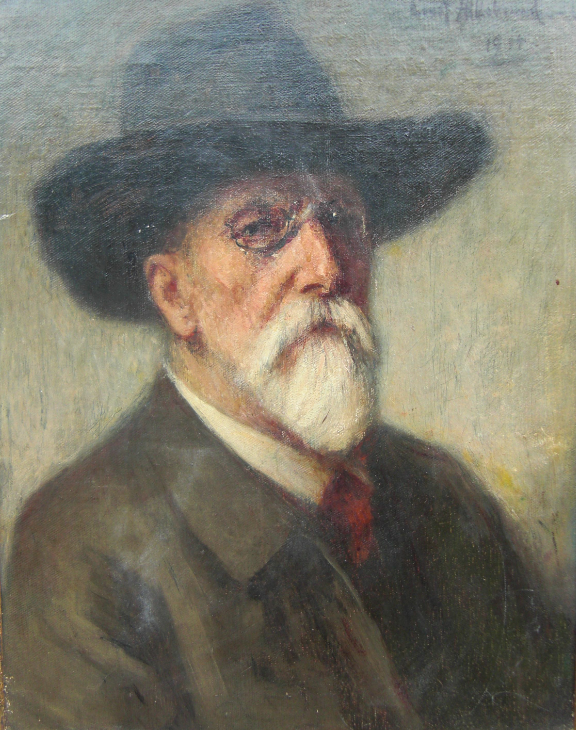
Spätes Selbstbildnis (1914)

## Werke (Auswahl)

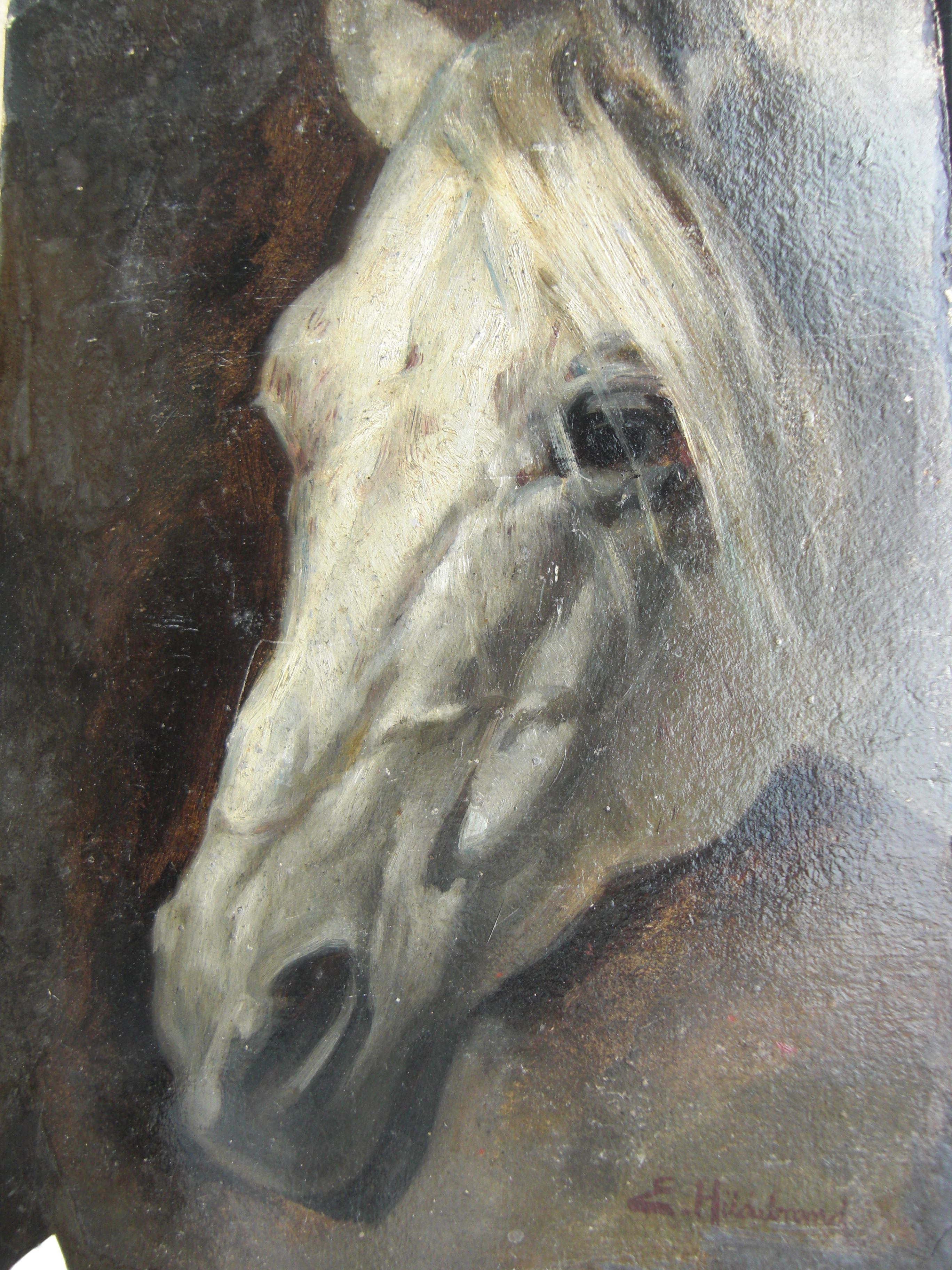
Pferdekopf (im Atelier Steffecks), um 1857
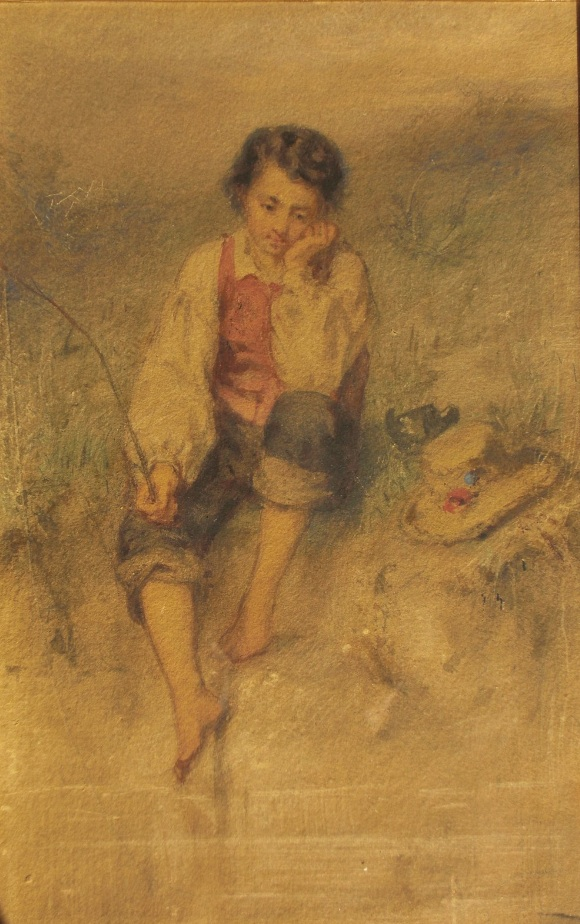
Verträumter Angler, 1858
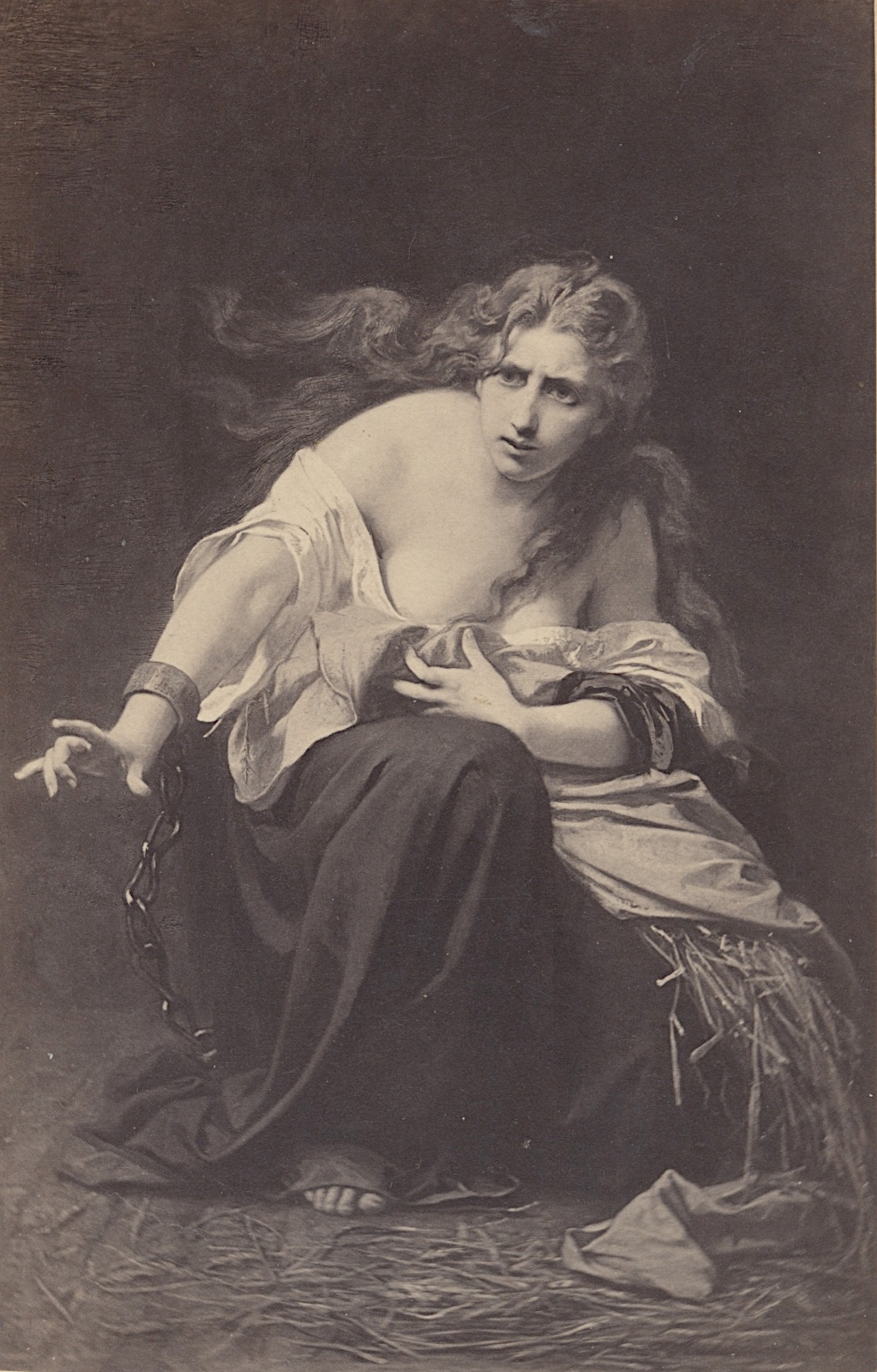
Gretchen im Kerker, 1868
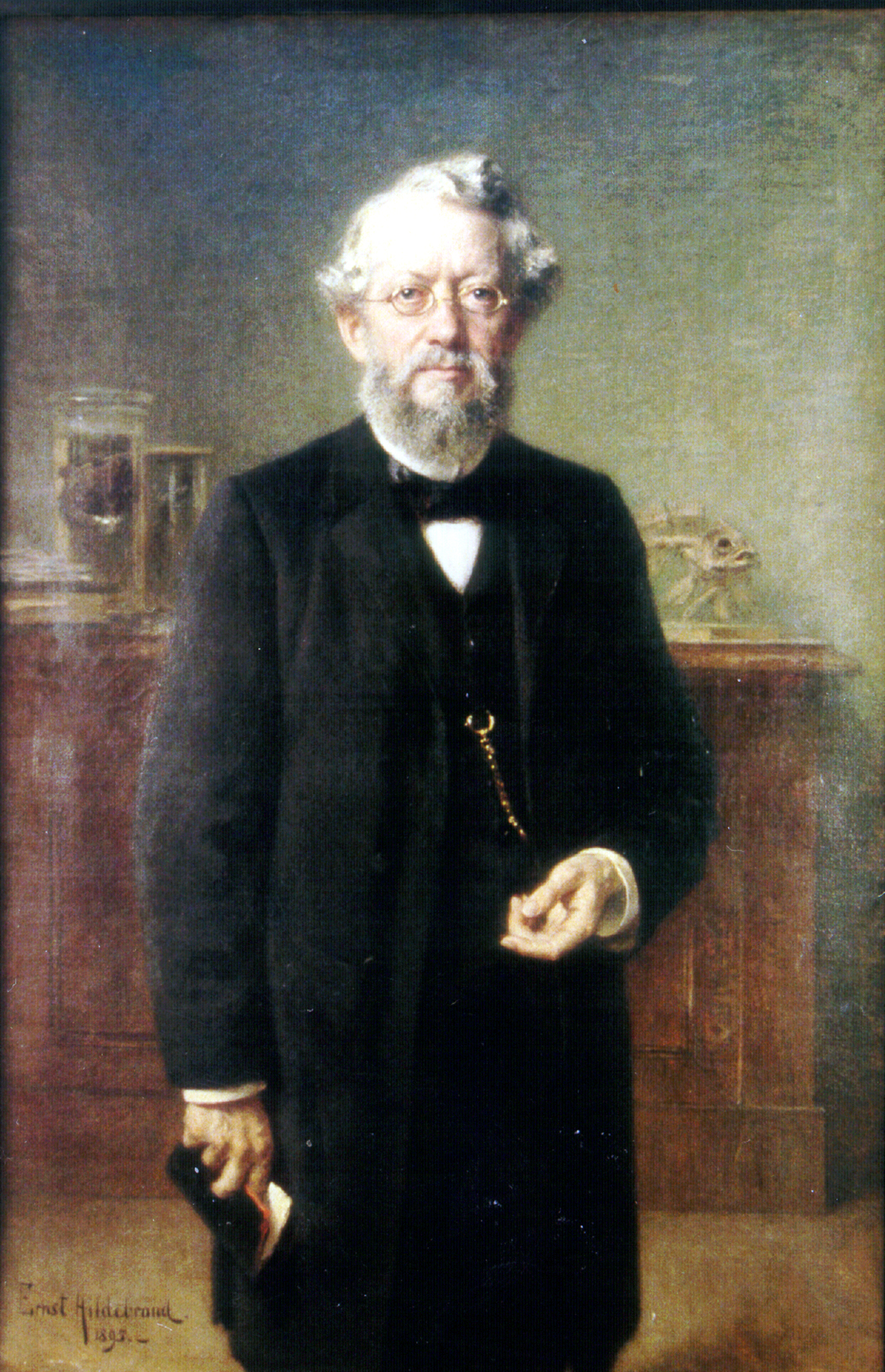
Karl August Möbius, 1895
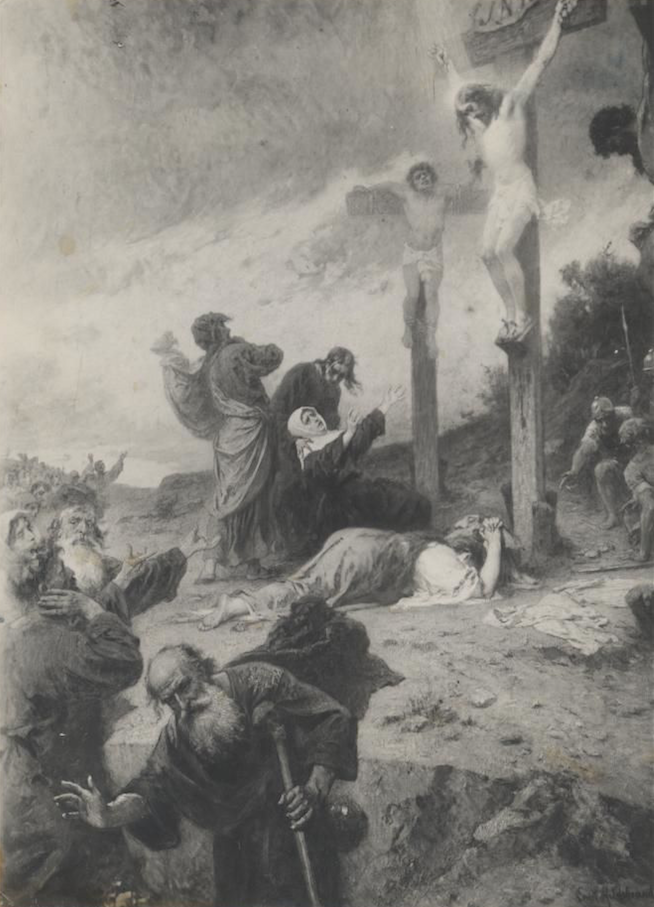
Kreuzigung Christi, 1910

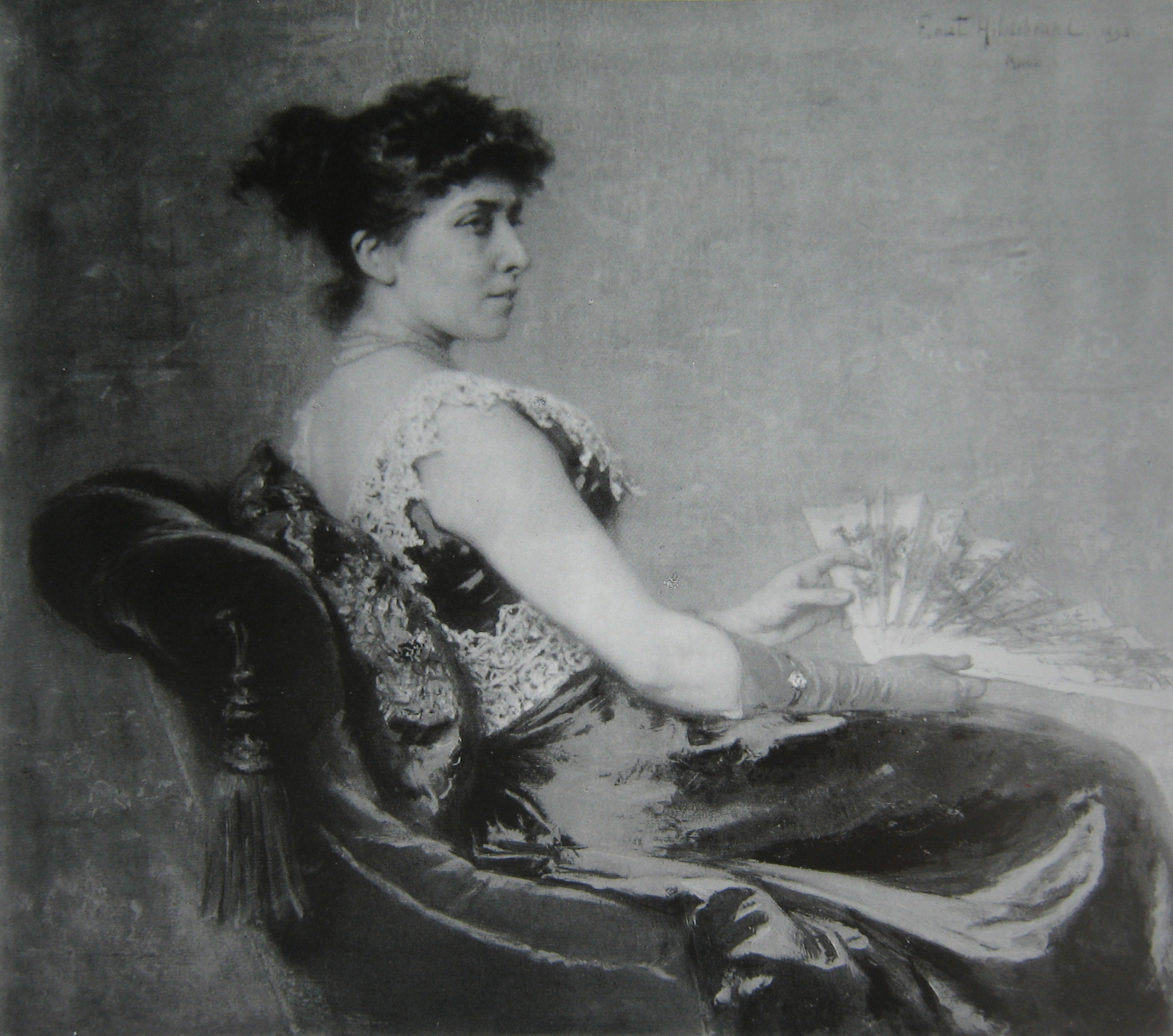
Dame mit Fächer
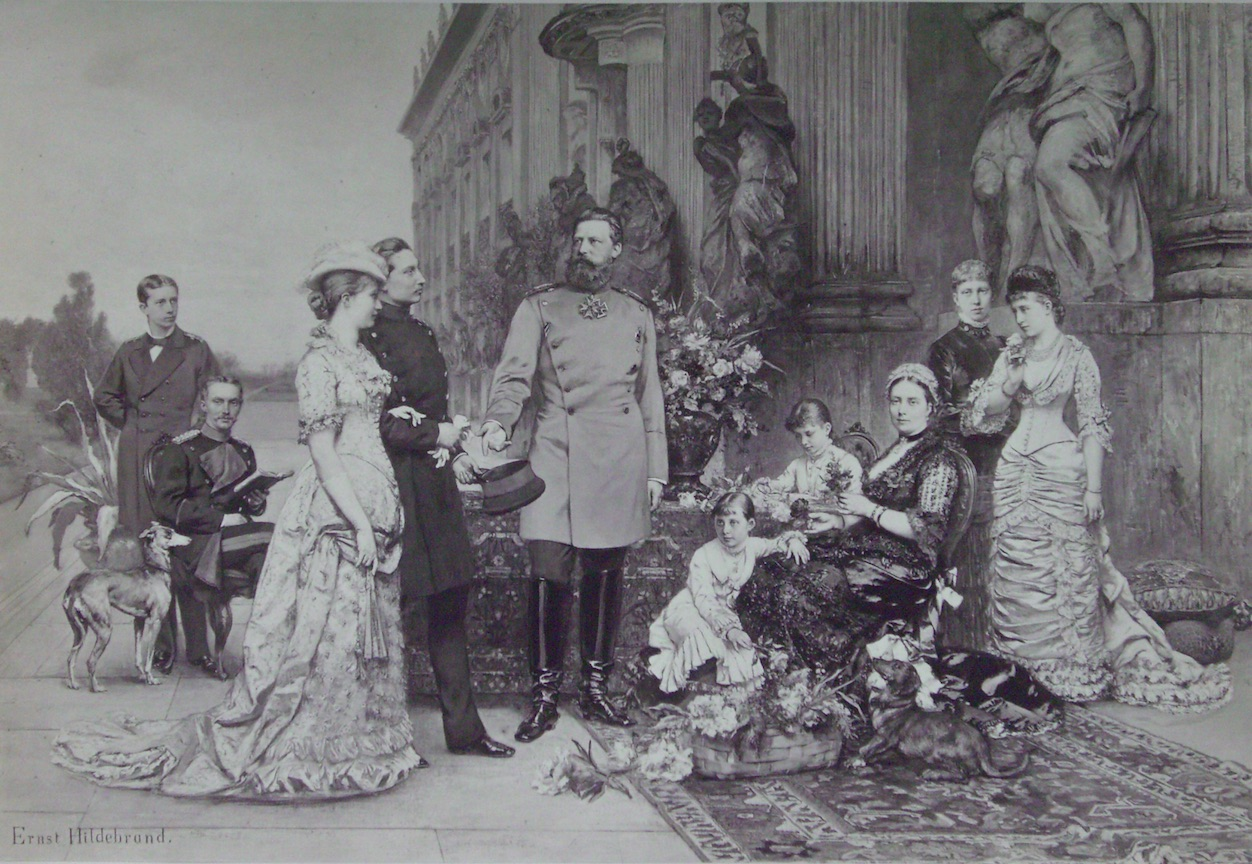
Kronprinz Friedrich mit seiner Familie (vor dem Neuen Palais in Potsdam), 1882
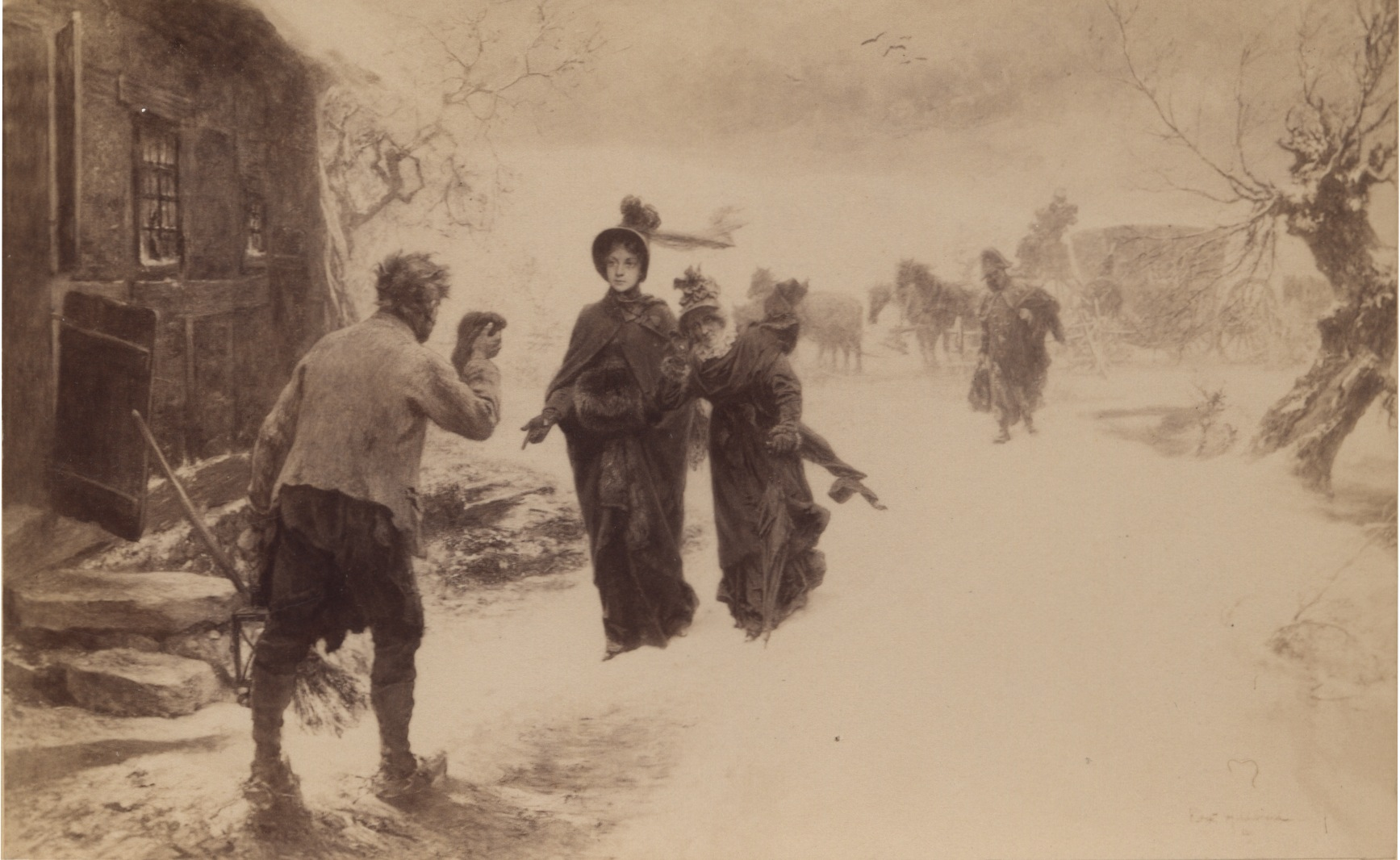
Königin Luise, Gräfin Voss auf der Flucht nach Memel 1804 (1890)
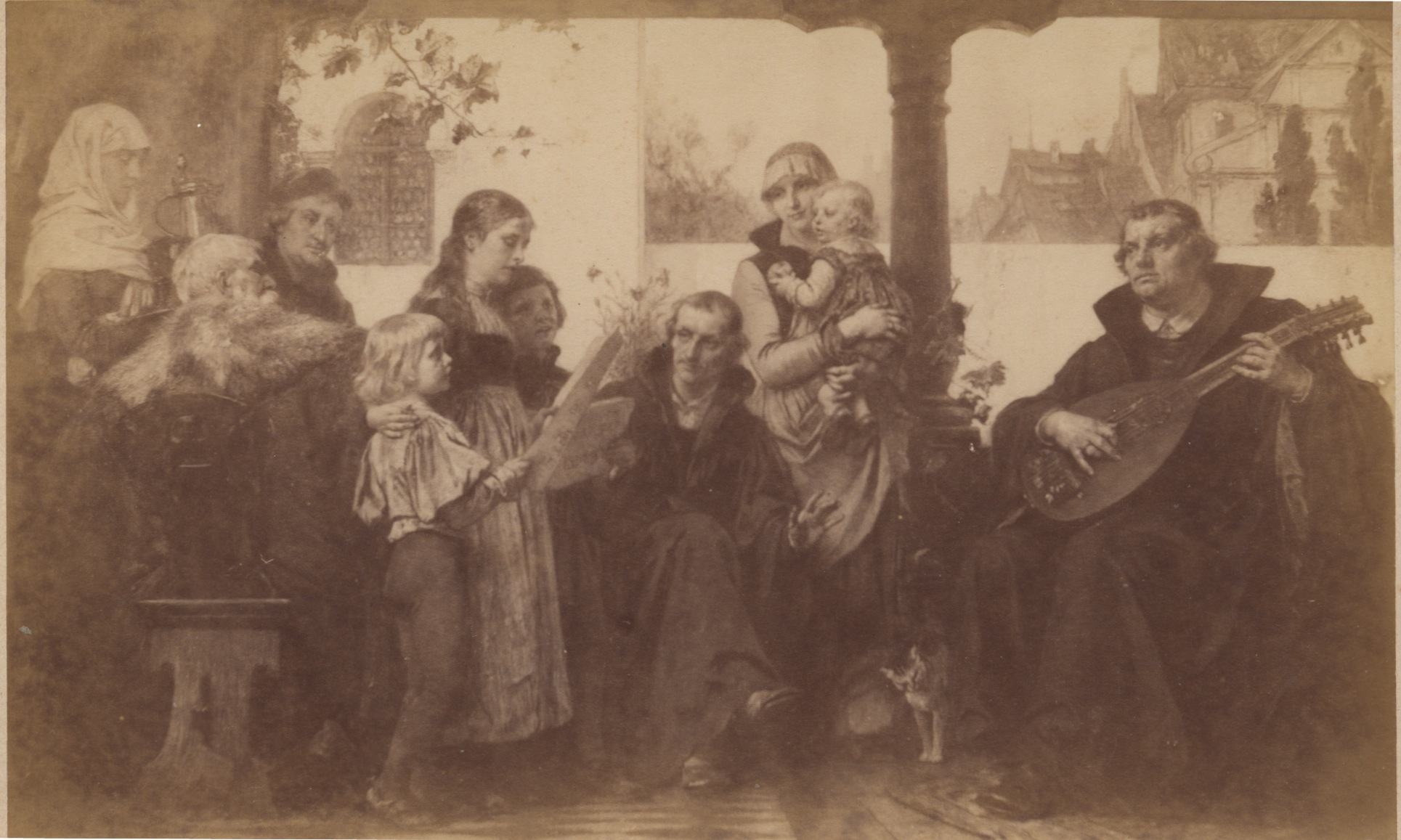
Martin Luther und Philipp Melanchthon im Kreis der Familie (im fünfteiligen Lutherzyklus 1891–1893)

- 1855 Selbstbildniß
- 1858 Verträumter Angler
- 1860 Bänkelsänger, Kunstverein, Berlin; verschollen
- 1863 Wasserschöpfende Frau mit Kind, v. Oppenheim, Köln
- 1865–1867 Wand- und Deckengemälde (u. a. Hugenottenflucht, Römisches Gastmahl), Villa Ravené, Berlin; Kriegsverlust
- 1867 Verkündigung an die Maria, Altargemälde, Kirche in Sagan
- 1870 Porträts für die Familien Jaques und v. d. Osten, Berlin
- 1871 Porträt der Frau v. d. Heyden, Berlin
- 1873 Porträt der Frau Seelig (Medaille Wien 1873), Berlin
- Dekoratives Gemälde für die Passage, Berlin; Kriegsverlust
- 1873 Porträt der Frau Ravené, Berlin
- 1875 Porträt des Ministers v. Roggenbach, Universität Straßburg
- 1875 Mutter und Kind, erw. von Prinz Heinrich der Niederlande
- 1875 Gretchen im Kerker, verschollen
- 1876–1879 Bildnisse der Ehefrau und der Tochter Susanne
- 1877 Porträts des Dr. Bürklin und Gemahlin, Karlsruhe
- 1878 Porträt der Frau v. Seldeneck, Karlsruhe
- 1880 Porträt des Dr. A. Kreilsheim, Frankfurt a. M.
- 1880 Porträt des Großherzogs Friedrich von Baden
- 1881 Porträt der Großherzogin Luise von Baden
- 1882 Porträt des Prinzen Wilhelm von Preußen
- 1882 Kronprinz Friedrich III im Kreis seiner Familie; verschollen
- 1885–1887 Tullia, Tochter des Servius Tullius, treibt ihr Gespann über den Leichnam des Vaters
- 1887–1891 Lutherzyklus, 7-teilig, Aule des Städt. Gymnasiums zu Bielefeld
- 1889 Königin Luise auf der Flucht nach Memel; verschollen
- 1891 Porträt des Geigers Joseph Joachim
- 1894 Porträt des Prof. Karl Möbius
- 1894 Porträt des Prof. Carl Becker
- 1895 Porträt des Prof. Blumner
- Rückkehr der King’s German Legion 1816
- 1900 Porträt des Prof. Ernst Auwers
- Wandgemälde Antike und moderne Baukunst, Aula des Polytechnikums Berlin-Charlottenburg; Kriegsverlust
- 1910 Kreuzigung Christi

## Ehrungen
- 1873 Kleine Medaille der Welt-Ausstellung Wien,
- 1876 Großherzoglich Badischer Professor,
- 1878 Ordentliches Mitglied der Königlichen Akademie der Künste, Berlin,
- 1880 Königlich Preußischer Professor,
- 1887 Große goldene Medaille für Kunst, Berlin,
- 1888 Auszeichnung, Melbourne,
- 1888 Kleine goldene Medaille, München
- 1891 Auszeichnung, London,
- 1898 Roter Adlerorden IV. Klasse,
- 1900 Wahl zum Senator der Akademie als Nachfolger von Professor Ludwig Knaus,
- 1907 Roter Adlerorden III. Klasse

Hildebrands Werke wurden für Illustrationen von Büchern genutzt. Als solche bekannt sind
- Adolf Kiepert: Hannover in Wort und Bild. Text von Adolf Kiepert, hrsg. vom Verein zur Förderung des Fremdenverkehrs in Hannover, mit 286 Illustrationen nach Original-Gemälden und Original-Zeichnungen von Diekmann, Fiermann, Professor Hammel, Professor [Ernst] Hildebrand, Professor Jordan, Ramberg, Professor Schaper, Stöcke, Ulbrich, sowie nach photographischen Original-Aufnahmen, (Nachdr. der Ausg.) Hannover, Kiepert, 1910, 2. Auflage, Schlütersche, Hannover 1981, ISBN 3-87706-181-8, S. 18.